# دایانو
دایانو (به ایتالیایی: Daiano) یک کومونه در ایتالیا است که در ترنتینو واقع شده‌است.

## خصوصیات
دایانو ۹٫۵ کیلومترمربع مساحت و ۶۶۷ نفر جمعیت دارد و ۱٬۱۹۰ متر بالاتر از سطح دریا واقع شده‌است.